# Dana Vlachová
Dana Vlachová (* 5. března 1957, Praha) je česká houslistka a hudební pedagožka, jako interpretka působí hlavně v Českém triu. Je dcerou doc. Josefa Vlacha, houslisty, skladatele, hudebního pedagoga, dirigenta, zakladatele a primária Vlachova kvarteta. Její starší sestra houslistka Jana Vlachová je mj. členkou Vlachova kvarteta Praha a Českého komorního orchestru.

## Umělecké vyzrávání
Dana Vlachová prokazovala své interpretační umění již od dětství. Jako 12letá např. vystoupila na závěrečném slavnostním koncertu v pražském Rudolfínu, coby členka smyčcového kvarteta které zvítězilo v mezinárodní rozhlasové soutěži Concertino Praga. V létech 1972 až 1976 vystudovala Pražskou konzervatoř a 1976 až 1981 Akademii múzických umění v Praze kde studovala ve třídě profesorky Marie Hlouňové, sólistky České filharmonie. Účastnila se pravidelně mezinárodních kurzů komorní hudby ve švédské Arvice, kde pedagogicky působili členové Vlachova kvarteta.
V roce 1984 se stala Dana Vlachová společně s violoncellistou Janem Páleníčkem a jeho bratrem klavíristou Zdeňkem Páleníčkem (brzy nahrazeném Martinem Ballým) zakládající členkou mladého ARS tria, ve kterém byli mladým interpretům pedagogicky nápomocni Josef Vlach a Josef Páleníček z Českého tria. Příležitostně vystupovala také v Českém komorním orchestru. ARS trio si i díky umění Dany Vlachové brzy vybudovalo pozice mezi stálicemi české komorní hudby, nahrálo mj. i komplet klavírních trií Antonína Dvořáka.
ARS trio se roku 1992 přejmenovalo, převzalo historické jméno České trio, které se takto generačně omladilo. Omlazené České trio (které se hlásí k založení prvého tria s tímto názvem již v roce 1897) prošlo postupně změnami na postu klavíristy i violoncellisty.
Současné České trio hraje od roku 1999 ve složení Milan Langer (klavír), Dana Vlachová (housle) a Miroslav Petráš (violoncello). Zde má Dana Vlachová prostor pro krásný tón svého nástroje a svou muzikalitu i temperament ve společných vystoupeních celého souboru i ve svých sólových partech.

## Pedagogická činnost
Dana Vlachová, mimo pravidelné koncertní činnosti, působí od roku 1994 pedagogicky na Pražské konzervatoři, kde od roku 2009 vede houslové oddělení. Pravidelně působí jako lektor na houslových kurzech v Praze, Šternberku a Klášterci nad Ohří, stejně jako v zahraničí v Spojených státech severoamerických, Japonsku a Jižní Koreji. Je často zvána do porot mezinárodních houslových soutěží v České republice (soutěž Jaroslava Kociana) a zahraničí, např. do Japonska na "International Violin Competition Nagoya". Příležitostně působí v Českém komorním orchestru.

## Diskografie
Dana Vlachová uskutečnila řadu nahrávek jak s ARS triem a Českým triem, tak i samostatných jako instrumentální sólistka. Nahrála mimo zde uvedenou diskografii dále mnoho skladeb pro české i zahraniční rozhlasové a televizní stanice.
Ars trio: A. Dvořák : Trio B dur op. 21, B. Martinů: Trio d moll H. 327 (LP, Panton 1985), 

Ars trio: A. Dvořák: Trio B dur op. 21, Trio g moll op. 26, Trio f moll op. 65, Dumky op. 90 (CD, BNL, France 1992), 

České trio: D. Šostakovič: Klavírní trio e moll op. 67, B. Smetana: Trio g moll op. 15 (CD, Bohemia Music 1993), 

České trio: Fr. Schubert: Trio Es dur op.100 (CD, Bohemia Music 1995), 

České trio: L. van Beethoven: Trojkoncert pro housle violoncello a klavír C dur op. 56, Pražská komorní filharmonie, dirigent Jiří Bělohlávek, J. V. H. Voříšek: Grand rondeau pro housle, violoncello a klavír (CD, Bohemia Music 1995), 

České trio: J. Haydn: Trio G dur All´Ongarese, W. A. Mozart: Trio G dur, L. van Beethoven: Trio c moll op. 1, č. 3 (CD, Bohemia Music 1996), 

České trio: E. Korngold: Klavírní trio op. 1, Klavírní kvartet op. 34 (CD, Supraphon 1997), 

České trio: A. Dvořák: Trio f moll op. 65, Dumky op. 90 (CD, Bohemia Music 1997), 

České trio: B. Smetana: Trio g moll op. 15, A. Dvořák: Dumky op. 90 (CD, Arco Diva 1999), 

České trio: P. I. Čajkovskij: Trio a moll op. 50, F. Mendelssohn - Bartholdy: Trio d moll op. 49 (CD, Arco Diva 2003), 

České trio: A. Dvořák: Trio f moll op. 65, J. Suk: Elegie op. 23, B. Martinů: Trio C dur /Grand/ (CD, Arco Diva 2004), 

České trio: S. Rachmaninov: Elegické trio č. 1 g moll, A. Dvořák: Trio B dur op. 21, J. Suk: Trio c moll op. 2 (CD, Arco Diva 2008), 

J. S. Bach: Koncert d moll pro dvoje housle a orchestr, Virtuosi Pragenses, housle J. Svěcený (CD, Subiton 2005).

## Poznámka
Dana Vlachová hraje od roku 1994 na housle z dílny českého houslařského mistra Kašpara Strnada, které postavil v roce 1797.